# Machadocara
Machadocara és un gènere d'aranyes araneomorfes de la subfamília Erigoninae, dins de la família Linyphiidae.
Fou descrit per primera vegada per F. Miller l'any 1970.
Es pot trobar a l'Àfrica central i Zàmbia

## Llista d'espècies
Segons The World Spider Catalog 12.0:
- Machadocara dubia Miller, 1970
- Machadocara gongylioides Miller, 1970 (Espècie tipus)